# Rudolf Siegert
Rudolf Siegert (ur. 22 sierpnia 1938, zm. 30 grudnia 2016 we Wrocławiu) – polski piłkarz, grający na pozycji środkowego obrońcy.

## Kariera sportowa
Karierę rozpoczął w klubie Bobrek Bytom, od 1961 występował w Śląsku Wrocław, z którym w 1964 awansował do ekstraklasy (zagrał we wszystkich spotkaniach sezonu 1963/1964). W ekstraklasie grał pięć sezonów (do 1969), wystąpił w 120 spotkaniach, zdobywając dwie bramki, w sezonie 1969/1970 grał we wrocławskiej drużynie w II lidze, następnie występował w zespole Ślęzy Wrocław. 
Jest rekordzistą w ilości występów w barwach Śląska w I lidze, w latach 60.
Po zakończeniu kariery pracował jako trener w Zootechniku Żórawina i jako II trener w Ślęzie Wrocław.